# Phakomatosis pigmentokeratotica
Die Phakomatosis pigmentokeratotica ist eine sehr seltene, zu den Phakomatosen zählende Sonderform des Epidermal-Naevus-Syndromes mit einer Kombination von systematisiertem Naevus sebaceus und Naevus spilus.
Die Erstbeschreibung stammt aus dem Jahre 1996 durch Rudolf Happle und Mitarbeiter.

## Verbreitung
Die Häufigkeit wird mit unter 1 zu 1.000.000 angegeben, der Vererbungsmodus ist nicht bekannt.

## Ursache
Als zugrunde liegende Ursache wird bislang ein genetisches Mosaik bzw. eine Mutation im HRAS-Gen mit postzygotischer Aktivierung einer Progenitorzelle im Sinne einer RASopathie.

## Klinische Erscheinungen
Zusätzlich zu den Hautveränderungen finden sich vermehrt:
- halbseitige Atrophie mit Muskelschwäche
- segmentale (nur bestimmte Abschnitte betreffende) Dysästhesie und/oder Hyperhidrose
- Epilepsie, Taubheit
- Ptosis, Strabismus
- oder Geistige Behinderung